# Styposis kahuziensis
Styposis kahuziensis är en spindelart som beskrevs av Miller 1970. Styposis kahuziensis ingår i släktet Styposis och familjen klotspindlar.
Artens utbredningsområde är Kongo. Inga underarter finns listade i Catalogue of Life.